# Dasiops spathistilus
Dasiops spathistilus är en tvåvingeart som beskrevs av Mcalpine 1964. Dasiops spathistilus ingår i släktet Dasiops och familjen stjärtflugor. Inga underarter finns listade i Catalogue of Life.